# Skradsko Selo
 Skradsko Selo  falu Horvátországban Károlyváros megyében. Közigazgatásilag Ribnikhez tartozik.

## Fekvése
Károlyvárostól 17 km-re északnyugatra, községközpontjától 3 km-re délre fekszik.

## Története
1857-ben 101, 1910-ben 86 lakosa volt. A település trianoni békeszerződésig Zágráb vármegye Károlyvárosi járásához tartozott. 2011-ben 25 lakosa volt.

## Lakosság
| Lakosság változása | Lakosság változása | Lakosság változása | Lakosság változása | Lakosság változása | Lakosság változása | Lakosság változása | Lakosság változása | Lakosság változása | Lakosság változása | Lakosság változása | Lakosság változása | Lakosság változása | Lakosság változása | Lakosság változása | Lakosság változása |
| ------------------ | ------------------ | ------------------ | ------------------ | ------------------ | ------------------ | ------------------ | ------------------ | ------------------ | ------------------ | ------------------ | ------------------ | ------------------ | ------------------ | ------------------ | ------------------ |
| 1857               | 1869               | 1880               | 1890               | 1900               | 1910               | 1921               | 1931               | 1948               | 1953               | 1961               | 1971               | 1981               | 1991               | 2001               | 2011               |
| 101                | 89                 | 99                 | 99                 | 101                | 86                 | 78                 | 94                 | 83                 | 76                 | 79                 | 77                 | 47                 | 46                 | 37                 | 25                 |